# Ustilaginoidea dichromenae
Ustilaginoidea dichromenae är en svampart som beskrevs av Henn. 1904. Ustilaginoidea dichromenae ingår i släktet Ustilaginoidea, ordningen köttkärnsvampar, klassen Sordariomycetes, divisionen sporsäcksvampar och riket svampar.   Inga underarter finns listade i Catalogue of Life.